# Bon Appetit (album d'O.C)
Pour les articles homonymes, voir Bon Appétit (homonymie).
Albums de O.C.
Jewelz
(1997) Starchild
(2005)
Bon Appetit est le troisième album studio d'O.C., sorti le 24 avril 2001.
L'album s'est classé 84e au Top R&B/Hip-Hop Albums.

## Liste des titres
| No  | Titre                                         | Contient un (des) sample(s) de                     | Durée |
| --- | --------------------------------------------- | -------------------------------------------------- | ----- |
| 1.  | Intro                                         |                                                    | 1:16  |
| 2.  | Back to Cali (featuring A Bless)              | Can't Make It Without You de Shawne Jackson        | 4:27  |
| 3.  | Soul to Keep                                  | Dirty Feelin de Shirley Brown                      | 3:46  |
| 4.  | Dr. Know                                      |                                                    | 4:06  |
| 5.  | Bounce Mission                                |                                                    | 4:12  |
| 6.  | Bon Appetit (featuring TL et Uni)             | Secret Rendezvous de René & Angela                 | 4:02  |
| 7.  | Doin, Dirt                                    |                                                    | 3:01  |
| 8.  | Get It Dirty (featuring D Flow et Party Arty) |                                                    | 3:53  |
| 9.  | Utmost                                        | Workoholic de Krzesimir Debski & String Connection | 3:45  |
| 10. | Respect tha Drop                              |                                                    | 2:19  |
| 11. | Weed & Drinks (featuring A.G.)                | Love the Feelin de Chuck Mangione                  | 3:04  |
| 12. | Paradise                                      | Questions de Dynasty                               | 3:50  |
| 13. | Psalm 23                                      | Lead Me On de Peter Brown                          | 3:18  |

| 14. | 1/2 Good 1/2 Sinner                    | Midnight Groove du Love Unlimited Orchestra Toss It Up de Makaveli featuring K-Ci & JoJo, Danny Boy et Aaron Hall | 3:11 |
| 15. | Ex-O-Cise (No Hook Theroy) / Bona Fide | | 7:17 |